# Alexandre-Édouard Baudrimont
Alexandre-Édouard Baudrimont, né le 7 mai 1806 à Compiègne et mort le 24 janvier 1880 à Bordeaux) est un chimiste et physiologiste français.

## Biographie
Alexandre-Édouard Baudrimont obtient à Paris un diplôme de médecine en 1831, et un diplôme de pharmacie en 1834. À partir de 1831, il exerce la médecine à Valenciennes. Il devient assistant de la chaire de chimie organique à l'université de Bordeaux en 1847, puis titulaire en 1849, jusqu'à sa retraite en 1878.
De 1874 à 1880, il est correspondant national pour la division de physique et chimie médicale de l'Académie nationale de médecine.
Réaliste antipositiviste et donc partisan d'une chimie structurale, il est mis à l'écart tout le long de sa carrière par la communauté scientifique.

## Travaux
Il est le premier à avoir préparé le phosphure de sodium (en), Na3P, au milieu du xixe siècle.
Il a également travaillé sur les langues du Pays basque français.

## Œuvres
- 1833 : Introduction à l’étude de la chimie par la théorie atomique
- 1837 : Dictionnaire de l’industrie manufacturière, commerciale et agricole
- 1844 : Traité de chimie générale et expérimentale (Tome 1. chez J.-B. Baillière, Paris. 1844, disponible en ligne sur LillOnum)
- 1850 : Observations sur la constitution la plus intime des animaux, considérée aux points de vue de l’anatomie et de la physiologie générales
- 1854 : Histoire des Basques ou Escualdunais primitifs, restaurée d’après la langue, les caractères ethnologiques et les mœurs des Basques actuels
- 1855 : Notice sur la préparation de diverses boissons propres à remplacer le vin [lire sur Wikisource]
- 1860 : Observations sur les poids spécifiques des fluides élastiques Lire en ligne
- 1862 : Vocabulaire de la langue des Bohémiens habitant les Pays basque français
- 1866 : Recherches expérimentales et observations sur le choléra épidémique [lire sur Wikisource]

## Distinctions
- Chevalier de la Légion d'honneur (1859)